# 半田市立亀崎中学校
半田市立亀崎中学校（はんだしりつ かめざきちゅうがっこう）は、愛知県半田市にある公立中学校。

## 歴史
1947年（昭和22年）4月、半田中学校、乙川中学校、成岩中学校と共に新制中学校として開校。通称は亀中（かめちゅう）。
半田市立亀崎小学校および半田市立有脇小学校を通学区域としていた生徒が通っている。
2010年（平成22年）4月8日時点の学級数は16学級であり、生徒数は527人だった。

## 年表
- 1947年（昭和22年）4月 - 開校。
- 2006年（平成18年）10月28日 - 創立60周年記念式典。

## 学校行事
| - 4月 入学式、始業式、新入生を迎える会 - 5月 - 6月 修学旅行 | - 7月 終業式 - 8月 学校美化活動 - 9月 始業式 | - 10月 高根祭（学校祭） - 11月 体育祭 - 12月 マラソン大会、合唱コンクール、終業式 | - 1月 始業式 - 2月 立志の会 - 3月 卒業式、修了式 |

## 生徒会活動
- 執行委員会
- 学年委員会
- 保健委員会
- 整備委員会
- 給食委員会
- 図書委員会
- 福祉委員会
- 体育委員会
- 緑化委員会
- 放送委員会
- 広報委員会
- 環境委員会
- ベルマーク委員会
- 交通委員会

## 部活動
運動系部活動
- 柔道部
- ソフトテニス部
- サッカー部
- バレーボール部
- ソフトボール部
- 陸上部
- バスケットボール部
- 野球部

文化系部活動
- 吹奏楽部
- 美術部
- コンピュータグラフィック部

## 主な卒業生
- 石川慈 - 柔道選手
- 石川昂弥 - プロ野球選手

## 進学前小学校
- 半田市立亀崎小学校
- 半田市立有脇小学校

なおこれ以外にも乙川中学校進学予定者は亀崎中学校への入学も許可される場合あり。

## 周辺施設
- 日本福祉大学 半田キャンパス
- 愛知県立半田東高等学校
- 半田市立高根保育園
- 半田市立亀崎保育園

## 交通アクセス
- JR武豊線 亀崎駅から徒歩